# Eoglosselytrum
Eoglosselytrum – wymarły rodzaj owadów z rzędu Glosselytrodea i rodziny Jurinidae. W zapisie kopalnym znany z gwadalupu i lopingu w permie. Jego skamieniałości znajdowane są na terenie Azji i Australii.
Rodzaj ten opisany został w 1952 roku przez Olgę M. Martynową. Gatunkiem typowym jest E. kondomense.
Owady te miały przednie skrzydła o niezłączonych u wierzchołka żyłkach otokowych (radialnej i postkubitalnej), niezlanych ze sobą żyłkach osiowych i szerokim, zwłaszcza pośrodku, polu prekostalnym. Na dysku przednich skrzydeł żyłki podłużne były częściowo zygzakowate, a wiele komórek miało w tym miejscu wysokość znacznie mniejszą niż dwukrotność ich szerokości. W przedniej części skrzydła przypadało znacznie powyżej 16 komórek na jeden rząd ustawiony wzdłuż żyłek osiowych. Od podobnych przedstawicieli rodzaju Surijoka owady te różniły się mniejszymi komórkami w użyłkowaniu, tworzącymi dłuższe rzędy podłużne.
Należą tu następujące gatunki:
- Eoglosselytrum anomale O. Martynova, 1961
- Eoglosselytrum biarmicum Rasnitsyn and Aristov 2013
- Eoglosselytrum kaltanicum O. Martynova, 1952
- Eoglosselytrum kondomense O. Martynova, 1952
- Eoglosselytrum kultshumovense Rasnitsyn and Aristov 2013
- Eoglosselytrum kuznetzkiense O. Martynova, 1952
- Eoglosselytrum perfectum O. Martynova, 1961
- Eoglosselytrum perplexum (Riek, 1953)
- Eoglosselytrum pictum O. Martynova, 1961
- Eoglosselytrum sharovi O. Martynova, 1961
- Eoglosselytrum usinskiense O. Martynova, 1961
- Eoglosselytrum zalesskyi Vilesov et Novokshonov, 1994